# The Tragedy of Ambition
The Tragedy of Ambition est un film muet américain réalisé par Colin Campbell et sorti en 1914.

## Fiche technique
- Réalisation : Colin Campbell
- Scénario : Lanier Bartlett, d'après son histoire
- Production : William Nicholas Selig
- Date de sortie : États-Unis : 2 mars 1914

## Distribution
- Wheeler Oakman
- Gordon Sackville
- Lillian Hayward
- Bessie Eyton
- Mabel Van Buren
- Frank Clark
- Margaret Allen